# Pseudosymmachia tumidifrons
Pseudosymmachia tumidifrons är en skalbaggsart som beskrevs av Leon Fairmaire 1887. Pseudosymmachia tumidifrons ingår i släktet Pseudosymmachia och familjen Melolonthidae. Inga underarter finns listade i Catalogue of Life.